# Драцена
Драце́на (лат. Dracāena) — род растений семейства спаржевые, деревья, суккулентные кустарники или, как в основном виды бывшего рода сансевиерия, бесстеблевые вечнозелёные многолетние травянистые растения . Включает около двухсот видов, большей частью распространённых в тропических и субтропических регионах Старого Света.
Некоторые виды с древних времён используются как источник так называемой «драконовой крови». Некоторые представители рода — популярные оранжерейные и комнатные растения.
Ранее этот род (а также роды кордилина и юкка) включали в семейство агавовые (Agavaceae), позже он был выделен в самостоятельное семейство драце́новые (Dracaenaceae). Иногда род включали в семейство иглицевые (Ruscaceae). Классификация APG IV включает все эти роды в семейство спаржевые (Asparagaceae).
На основании результатов генетических исследований, изложенных в работе 2014 года «Филогенетические взаимоотношения между родами драценовых (спаржевые: нолиновые), проистекающие из локусов ДНК хлоропластов» ранее самостоятельный род сансевиерия был полностью исключен из ботанической классификации, все виды отнесены к роду драцена. По состоянию на 20 июля 2022 г. в базе данных сайта WFO род сансевиерия указан как синонимичный роду драцена.

## Название
Научное название рода, Dracaena, в переводе означает «самка дракона». В современной литературе в качестве русского названия рода используется слово «драцена», ранее (например, в «Энциклопедическом словаре Брокгауза и Ефрона») род называли «драконник». У Владимира Даля в его «Толковом словаре» в качестве называния рода Dracaena приводится слово «драконка».

## Распространение
Большое число видов драцены встречается в Африке — как на континенте, так и на окружающих островах, в том числе в Макаронезии, на Мадагаскаре и Маскаренских островах. Многие виды этого рода растут в Южной и Юго-Восточной Азии. Северная граница африканской части ареала рода проходит через Мадейру, Эфиопию и Сокотру, северная граница азиатской части ареала — через южные склоны восточной части Гималаев, южнокитайскую провинцию Юньнань и остров Тайвань. Несколько видов драцены встречаются на Новой Гвинее, а также в северо-восточном австралийском штате Квинсленд. В Америке насчитывается всего несколько видов драцены, они встречаются в Бразилии, на Кубе, в Центральной Америке (в Коста-Рике и севернее), а также в Мексике.

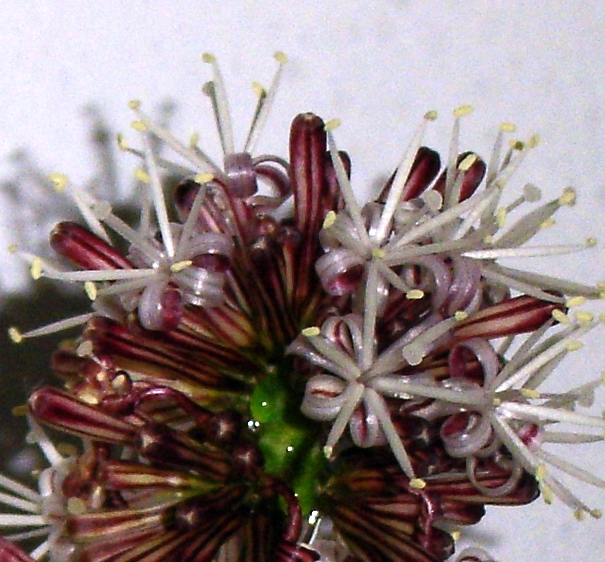
Dracaena sp., цветки

## Биологическое описание
Представители рода — большей частью древесные растения, реже кустарники. Виды, ранее относившиеся к роду Сансевиерия — многолетние вечнозеленые травянистые корневищные растения с розетками прямостоячих мясистых листьев, достигающих в длину 2 м.
Древовидная форма представителей рода обусловлена вторичным ростом (утолщением) стебля. Этот рост происходит не за счёт деятельности камбия (как у голосеменных и двудольных), а в результате деятельности меристематических клеток, которые находятся на периферии ствола (подобный характер утолщения характерен также для других представителей спаржевых, а также для растений семейства Асфоделовые). Для побегов некоторых видов, например д. ангольской (син. сансевиерия цилиндрическая) и д. полукустарниковой (син. сансевиерия полукустарниковая), характерна резкая дифференциация — каждый побег сначала растет в горизонтальном направлении, и несет чешуи вместо листьев, а затем начинает развиваться вертикально и образует нормальные листья.
Внешне древовидные и кустарниковые драцены похожи на представителей рода Кордилина (Cordyline), однако у первых наблюдается утолщение подземной части, никогда не развиваются столоны, а корни и корневища на срезе имеют оранжевую окраску (у кордилин же они на срезе белые). Кроме того, представители этих родов отличаются числом семязачатков в завязи.
Листья собраны на концах ветвей в пучки (так называемые «верхушечные розетки»). У видов, ранее относившихся к роду Сансевиерия — плоские или желобчатые, полуцилиндрические или цилиндрические, выраженно суккулентные, способные к накоплению запасов влаги для переживания сухого периода в переменно-влажных и сухих тропиках.

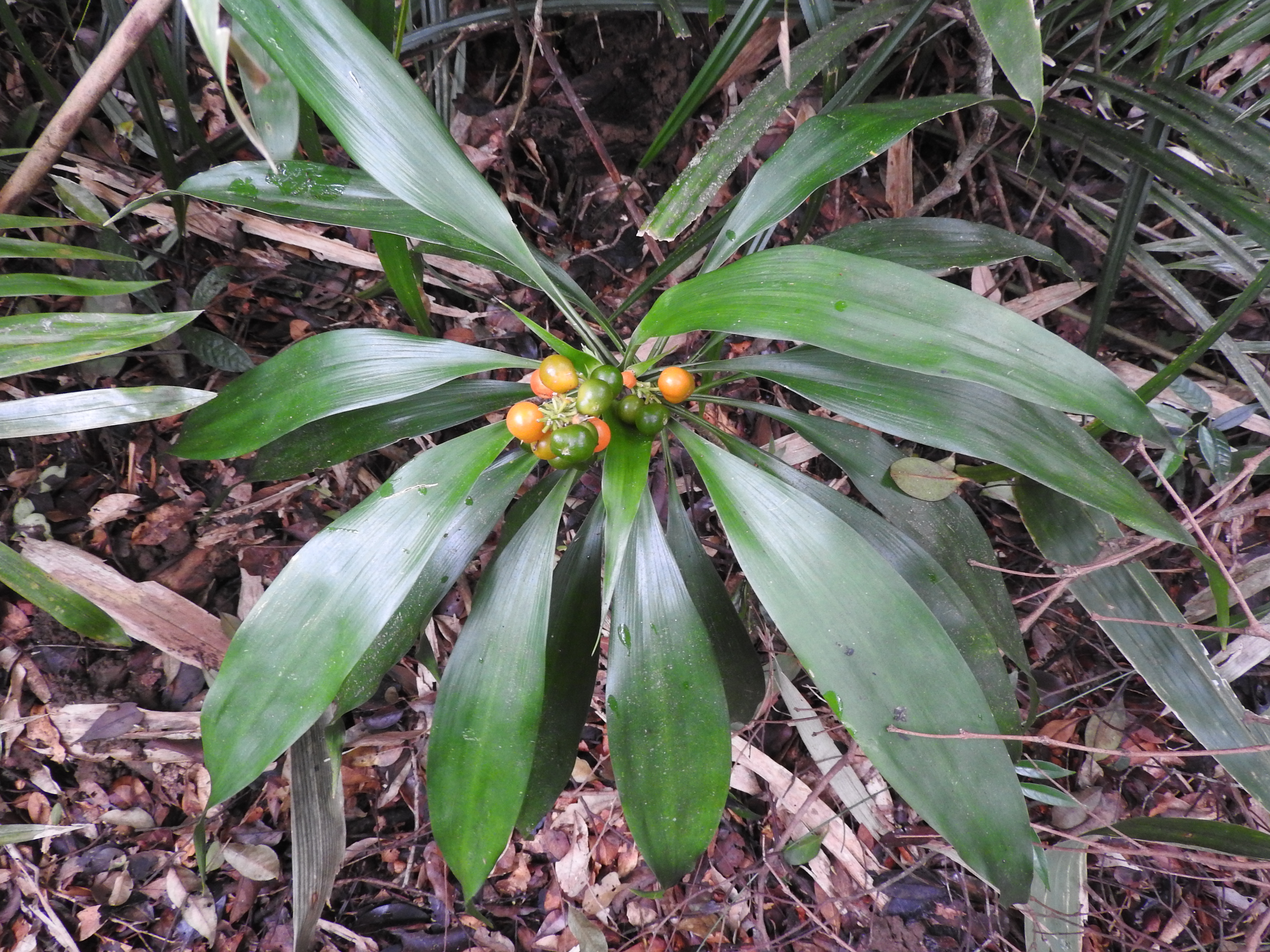
Dracaena terniflora с плодами

Околоцветник простой, длиной до 4,5 см, состоит из шести листочков — у большинства видов белого или розового цвета, реже — зеленого. Их нижняя часть обычно до одной трети соединена в трубку. Тычинок шесть, с интрорзными пыльниками, которые прикреплены к тычиночной нити спинками и вскрываются продольными щелями. Цветки собраны пучки в густых цилиндрических или головчатых соцветиях, обычно раскрываются в конце дня или ночью, имеют приятный запах и выделяют относительно много нектара, привлекая различных насекомых-опылителей — преимущественно длиннохоботковых ночных бабочек. Особо приятным запахом, напоминающим запах мёда или свежего сена, отличается драцена душистая (Dracaena fragrans).
Семязачатки анатропные. В каждом гнезде трёхгнёздной завязи имеется лишь один семязачаток (и, соответственно, развивается лишь одно семя) — это принципиальное отличие видов драцены, включая ранее относимых к сансевиериям, от похожих на драцену представителей рода Кордилина (Cordyline), у которых число семязачатков не бывает меньше двух. Плод — ягода, у некоторых видов съедобная (например, у драцены омбет).

## Использование
Некоторые виды драцены выделяют смолянистый сок кроваво-красного цвета, так называемую «драконову кровь». С древних времён её в высушенном виде использовали в странах Средиземноморья в лекарственных целях, а также как краситель; в Индии её применяли в религиозных церемониях. О существовании дерева, которое растёт на острове Сокотра и из которого можно получать драконову кровь (современное научное название этого растения — драцена киноварно-красная), было известно ещё Диоскориду в I веке нашей эры.

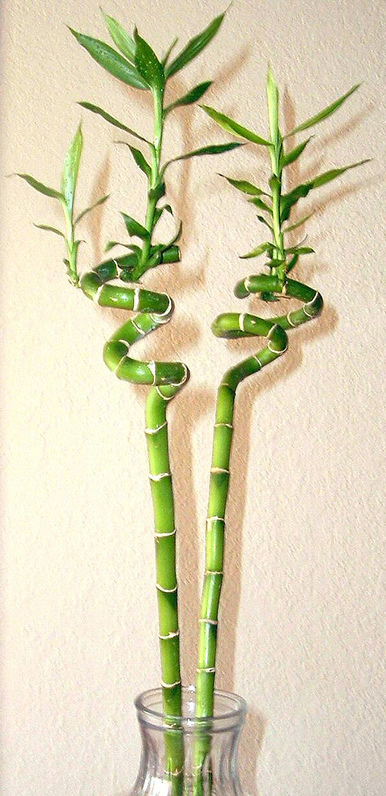
Побеги драцены Сандера, продающиеся под названием Lucky Bamboo

Драконову кровь как из канарского драконова дерева (Dracaena draco), так и из драконова дерева Сокотры (Dracaena cinnabari) традиционно получают методом подсочки. Она не имеет ни запаха, ни вкуса, растворима в уксусной кислоте и других органических растворителях. Температура её плавления составляет 70 °C, при 210 °C она начинает разлагаться. Используется для получения лака для металлических поверхностей, в народной медицине, а также для подкраски вин; на Канарских островах в доисторические времена, предположительно, использовалась для бальзамирования; содержит пигменты дракокармин и дракорубин. В Китае под «драконовой кровью» обычно подразумевают смолу, извлечённую из драцены кохинхинской; в традиционной китайской медицине её используют для улучшения кровообращения при лечении различных травм, а также при застойных явлениях и различных болях. В народной медицине применяется и смолистый сок растущей в Судане и Эфиопии драцены омбет (Dracaena ombet); плоды этого вида используются местным населением в пищевых целях.
Драцена трёхполосная и драцена цейлонская служат источником ценного технического волокна и культивируются во многих тропических странах. В Африке для получения волокна выращиваютс еще д. ангольскую, а в Индии — д. Роксбора. Все упомянутые виды ранее включались в род Сансевиера.

## Культивирование

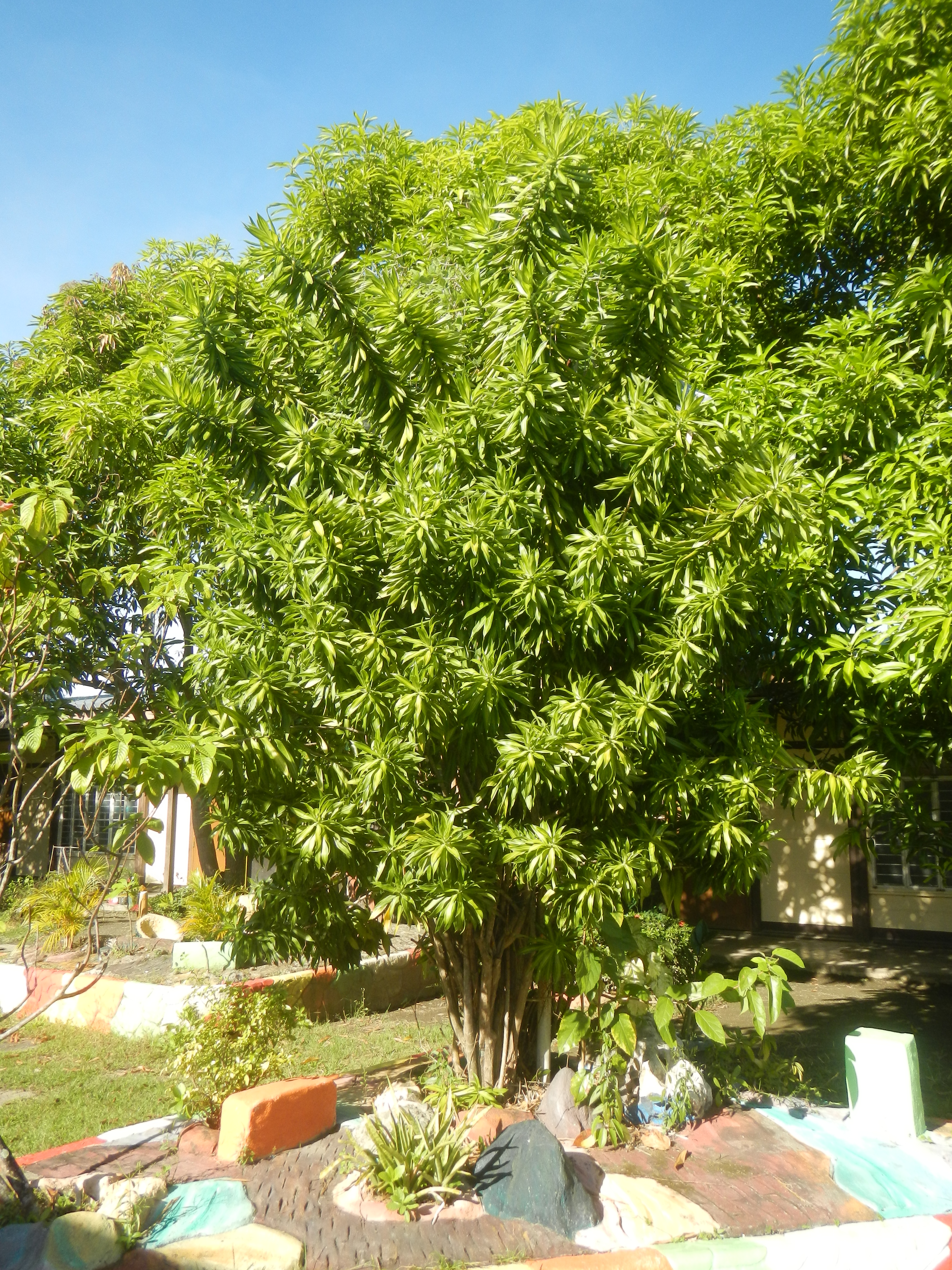
, культивируемая на Филиппинах в открытом грунте

Многие виды драцены введены в культуру как декоративные растения (в первую очередь — как декоративно-лиственные). Среди культивируемых видов отличают зеленолистные (например, Dracaena aletriformis, Dracaena arborea, Dracaena concinna, Dracaena draco, Dracaena phrynioides, Dracaena reflexa, Dracaena thalioides) и пестролистные (например, Dracaena fragrans, Dracaena goldieana, Dracaena sanderiana). Их выращивают в открытом грунте, в оранжереях, а также как комнатные растения. Эксперименты, проводившиеся в 1980-х годах учёными НАСА c драценой душистой (Dracaena fragrans), показали, что растения этого вида способны эффективно удалять из воздуха замкнутых помещений такие вредные вещества, как бензол, трихлорэтилен и формальдегид.
В комнатном садоводстве драцену относят к так называемым «ложным пальмам» — растениям с относительно голым стволом, в верхней части которого находится достаточно пышная крона из длинных листьев. К «ложным пальмам» также относят род Кордилина (Cordyline), представителей которого нередко путают с драценами.
Бо́льшая часть культивируемых видов происходит из тропической Африки, а также с Маскаренских островов; их начали культивировать в XIX веке. Один из наиболее распространённых в культуре видов драцены — Драцена душистая (Dracaena fragrans), происходящая из тропической Африки. Среди других популярных в культуре видов — Драцена Годсефа (Dracaena surculosa, syn. Dracaena godseffiana), Драцена закривлённая (Dracaena reflexa), Драцена зонтиконосная (Dracaena umbraculifera), Драцена нарядная (Dracaena concinna), Драцена Хукера (Dracaena aletriformis, syn. Dracaena hookeriana). У некоторых видов листья могут быть пёстрыми — например, у драцены Сандера (Dracaena sanderiana), драцены душистой (Dracaena fragrans) (сорт  'Massangeana'); на листьях драцены окаймлённой (Dracaena marginata) имеется кромка красного цвета.
Культивирование драцен в открытом грунте возможно только в субтропическом или умеренно тёплом климате — районах, относящимся к зонам морозостойкости с 9-й или 10-й по 11-ю или 12-ю (в зависимости от вида). Одним из наиболее морозостойких видов является Драцена Хукера (Dracaena aletriformis), которая может выдерживать понижение температуры до минус 7 °C. Для нормального развития растений в открытом грунте требуются обильный солнечный свет и хорошо дренированная почва. В негустой тени может хорошо расти Драцена окаймлённая (Dracaena marginata).

## Таксономия и классификация
Первое действительное описание этого рода растений было опубликовано Карлом Линнеем в октябре 1767 года одновременно в работе Mantissa Plantarum и во втором томе 12-го издания «Системы природы», при этом в Mantissa Plantarum Линней в качестве автора названия таксона и его описания указал на итальянского учёного Доменико Ванделли.
По информации сайта Germplasm Resources Information Network (2018), род Драцена относится к подсемейству Нолиновые (Nolinoideae) семейства Спаржевые (Asparagaceae). Систематическое положение этого рода в течение многих лет было крайне неустойчивым: его рассматривали в составе семейств Агавовые (Agavaceae), Иглицевые (Ruscaceae), Ландышевые (Convallariaceae), Лилейные (Liliaceae) — либо выделяли в собственное семейство Драценовые (Dracaenaceae).

## Виды
По информации базы данных The Plant List (2013), род включает 113 видов. Некоторые из них:
- Dracaena aletriformis (Haw.) Bos — Драцена Гукера, или Драцена Хукера, вид из субтропических влажных лесов Южной Африки[1]
- Dracaena arborea (Willd.) Link — Драцена древовидная
- Dracaena braunii Engl. — Драцена Сандера
- Dracaena cambodiana Pierre ex Gagnep. — Драцена камбоджийская, один из источников «драконовой крови»[1]
- Dracaena cinnabari Balf.f. — Драцена киноварно-красная, один из источников «драконовой крови»[1]
- Dracaena cochinchinensis (Lour.) S.C.Chen — Драцена кохинхинская, один из источников «драконовой крови»
- Dracaena concinna — Драцена нарядная, вид с Маврикия и Мадагаскара[1]
- Dracaena draco (L.) L. typus[19] — Драконово дерево, или Драцена драконовая, один из источников «драконовой крови»[1]
- Dracaena fragrans (L.) Ker Gawl. — Драцена душистая
- Dracaena goldieana W.Bull ex Mast. & Moore — Драцена Голди
- Dracaena ombet Heuglin ex Kotschy & Peyr. — Драцена омбет, или Нубийское драконово дерево
- Dracaena reflexa Lam. — Драцена отогнутая, или Драцена закривлённая, вид с Маврикия и Мадагаскара[1]
- Dracaena surculosa Lindl. — Драцена побегообразующая, или Драцена Годсефа
- Dracaena umbraculifera Jacq. — Драцена зонтиконосная, вид, встречающийся на Маврикии и Мадагаскаре; отличается крупными цветками[1]

Кроме того, в род входит вид из Бирмы и Таиланда Dracaena kaweesakii Wilkin & Suksathan, описанный в 2013 году; в 2014 году таксон вошёл в список десяти самых замечательных видов по версии Международного института по исследованию видов.